# الإمارات للشحن الجوي
الإمارات للشحن الجوي (Emirates SkyCargo) هي شركة طيران شحن مقرها في دبي، الإمارات العربية المتحدة. وهي ذراع الشحن الجوي لطيران الإمارات، والتي بدأت عملياتها في أكتوبر 1985، وهو العام نفسه الذي تم تشكيل طيران الإمارات به. ومنذ ذلك الحين اكتسبت الإمارات للشحن الجوي دورًا رئيسيًا في طيران الإمارات، مرتكزاً من مطار دبي الدولي مركزاً رئيسيًا لها ولعملياتها. الإمارات للشحن الجوي تسير لرحلات شحن مخصصة ل20 وجهة في 15 دولة من مطار دبي الدولي، ومن خلال شبكة خطوط طيران الإمارات تصل إلى 79 وجهة إضافية. الإمارات للشحن الجوي هي شركة تابعة لمجموعة طيران الإمارات، الذي يضم أكثر من 40 الف موظف، ومملوكة بالكامل لحكومة دبي مباشرة تحت مؤسسة دبي للاستثمار.

## المنصة الرقمية ذاتية الخدمة eQuote
في عام 2024 أطلقت الإمارات للشحن الجوي،منصتها الرقمية ذاتية الخدمة eQuote، التي توفر للعملاء البيانات والمعلومات في الوقت الفعلي، ما يتيح لهم  الحصول على عروض سعرية فورية لغالبية خدمات ومنتجات الشحن التي توفرها الإمارات للشحن الجوي

## وصلات خارجية
- الإمارات للشحن الجوي (بالإنجليزية)